# Saint-Laurent-la-Conche
Saint-Laurent-la-Conche ist eine französische Gemeinde mit 559 Einwohnern (Stand: 1. Januar 2022) im Département Loire in der Region Auvergne-Rhône-Alpes. Sie gehört zum Arrondissement Montbrison und zum Kanton Feurs.

## Geographie
Saint-Laurent-la-Conche liegt am rechten Ufer der Loire, in die hier der Nebenfluss Toranche einmündet. Die Gemeinde grenzt im Nordwesten an Feurs, im Nordosten an Valeille, im Osten an Saint-Cyr-les-Vignes, im Süden an Marclopt, im Südwesten an Magneux-Haute-Rive und im Westen an Chambéon.

## Weblinks

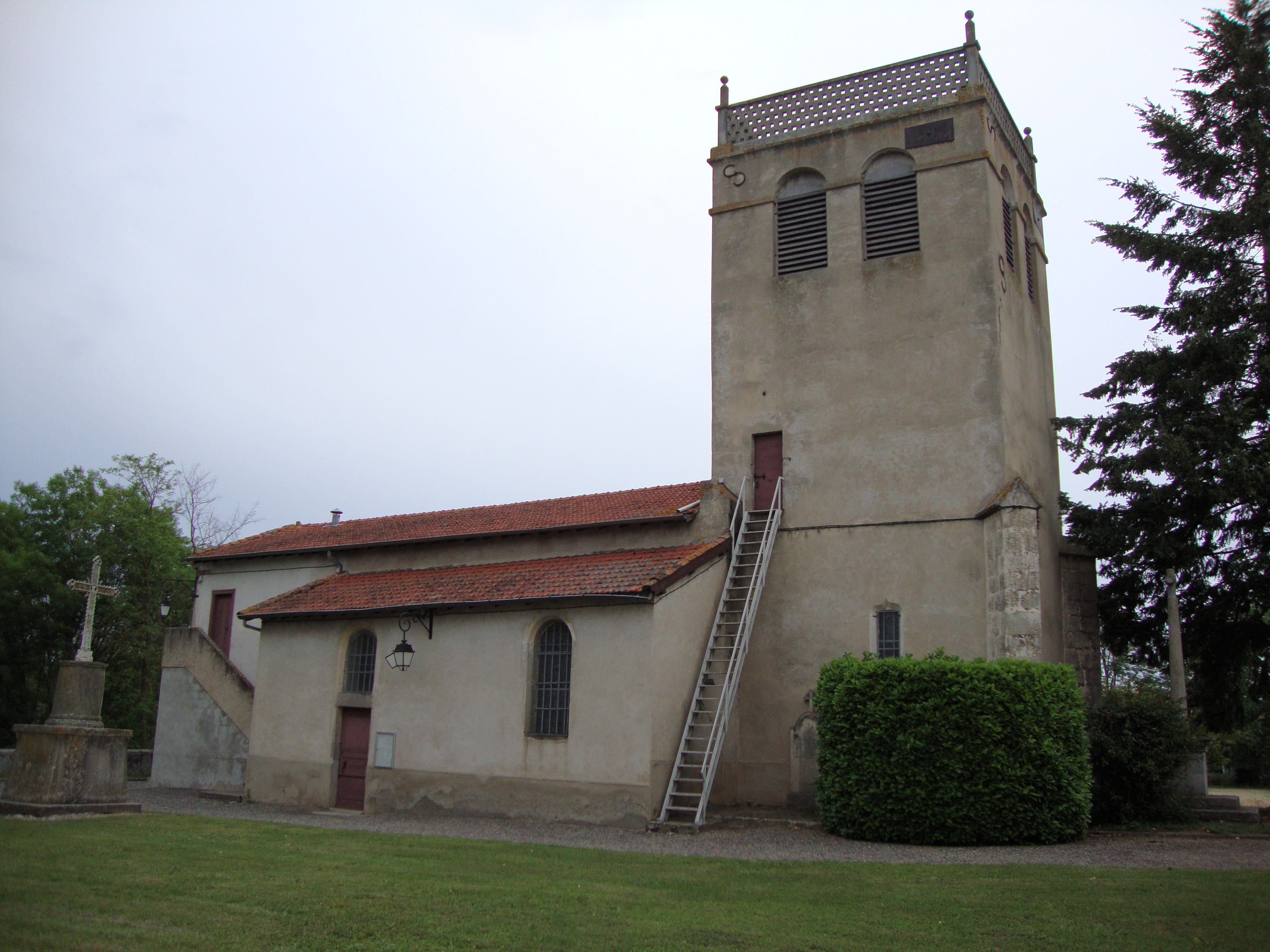
Kirche Saint-Laurent

## Bevölkerungsentwicklung
| Jahr                       | 1962 | 1968 | 1975 | 1982 | 1990 | 1999 | 2008 | 2017 |
| -------------------------- | ---- | ---- | ---- | ---- | ---- | ---- | ---- | ---- |
| Einwohner                  | 245  | 244  | 262  | 316  | 430  | 480  | 579  | 608  |
| Quellen: Cassini und INSEE |      |      |      |      |      |      |      |      |

## Sehenswürdigkeiten
- Kirche Saint-Laurent